# Masters of Formula 3 2007
De Zandvoort Masters of Formula 3 @ Zolder 2007 is de zeventiende editie van de Masters of Formula 3. De race, waarin Formule 3-teams uit verschillende Europese kampioenschappen tegen elkaar uitkomen, werd verreden op 5 augustus 2007 op het Circuit Zolder. Het was de eerste maal in de geschiedenis dat de race niet werd verreden op het Circuit Park Zandvoort.
De race werd gewonnen door Nico Hülkenberg voor ASM Formule 3. De Signature Plus-teamgenoten Yann Clairay en Jean Karl Vernay maakten het podium compleet.

## Inschrijvingen
| Team                       | No | Rijder                | Chassis | Motor       | Kampioenschap                |
| -------------------------- | -- | --------------------- | ------- | ----------- | ---------------------------- |
| ASM Formule 3              | 1  | Romain Grosjean       | Dallara | Mercedes    | Formule 3 Euroseries         |
| ASM Formule 3              | 2  | Nico Hülkenberg       | Dallara | Mercedes    | Formule 3 Euroseries         |
| ASM Formule 3              | 3  | Tom Dillmann          | Dallara | Mercedes    | Formule 3 Euroseries         |
| ASM Formule 3              | 4  | Kamui Kobayashi       | Dallara | Mercedes    | Formule 3 Euroseries         |
| ASL Mücke Motorsport       | 5  | Edoardo Piscopo       | Dallara | Mercedes    | Formule 3 Euroseries         |
| ASL Mücke Motorsport       | 6  | Brendon Hartley       | Dallara | Mercedes    | Formule 3 Euroseries         |
| Manor Motorsport           | 7  | Yelmer Buurman        | Dallara | Mercedes    | Formule 3 Euroseries         |
| Manor Motorsport           | 8  | James Jakes           | Dallara | Mercedes    | Formule 3 Euroseries         |
| Manor Motorsport           | 9  | Congfu Cheng          | Dallara | Mercedes    | Formule 3 Euroseries         |
| Manor Motorsport           | 10 | Franck Mailleux       | Dallara | Mercedes    | Formule 3 Euroseries         |
| Jo Zeller Racing           | 12 | Tim Sandtler          | Dallara | Mercedes    | Formule 3 Euroseries         |
| Signature Plus             | 14 | Edoardo Mortara       | Dallara | Mercedes    | Formule 3 Euroseries         |
| Signature Plus             | 15 | Dani Clos             | Dallara | Mercedes    | Formule 3 Euroseries         |
| Signature Plus             | 16 | Yann Clairay          | Dallara | Mercedes    | Formule 3 Euroseries         |
| Signature Plus             | 17 | Jean Karl Vernay      | Dallara | Mercedes    | Formule 3 Euroseries         |
| Hitech Racing              | 19 | Marko Asmer           | Dallara | Mercedes    | Britse Formule 3             |
| Hitech Racing              | 20 | Walter Grubmüller     | Dallara | Mercedes    | Britse Formule 3             |
| Prema Powerteam            | 21 | Michael Patrizi       | Dallara | Mercedes    | Formule 3 Euroseries         |
| Prema Powerteam            | 22 | Renger van der Zande  | Dallara | Mercedes    | Formule 3 Euroseries         |
| HBR Motorsport             | 23 | Sergey Afanasyev      | Dallara | Mercedes    | Formule 3 Euroseries         |
| HBR Motorsport             | 24 | Filip Salaquarda      | Dallara | Mercedes    | Formule 3 Euroseries         |
| HBR Motorsport             | 25 | Rodolfo Ávila         | Dallara | Mercedes    | International Formula Master |
| Ultimate Motorsport        | 26 | Esteban Guerrieri     | Mygale  | Mercedes    | Britse Formule 3             |
| Ultimate Motorsport        | 27 | Michael Devaney       | Dallara | Mercedes    | Britse Formule 3             |
| Alan Docking Racing        | 28 | Francesco Castellacci | Dallara | Mugen-Honda | Britse Formule 3             |
| Alan Docking Racing        | 29 | John Martin           | Dallara | Mugen-Honda | Britse Formule 3             |
| Performance Racing Europe  | 31 | Ricardo Teixeira      | Dallara | Mugen-Honda | Britse Formule 3             |
| HS Technik Motorsport      | 32 | Harald Schlegelmilch  | Dallara | Mercedes    | Formule 3 Euroseries         |
| Räikkönen Robertson Racing | 34 | Stephen Jelley        | Dallara | Mercedes    | Britse Formule 3             |
| Räikkönen Robertson Racing | 35 | Atte Mustonen         | Dallara | Mercedes    | Britse Formule 3             |
| Räikkönen Robertson Racing | 36 | Ali Jackson           | Dallara | Mercedes    | Britse Formule 3             |
| Räikkönen Robertson Racing | 37 | Jonathan Kennard      | Dallara | Mercedes    | Britse Formule 3             |
| Carlin Motorsport          | 38 | Sam Bird              | Dallara | Mercedes    | Britse Formule 3             |
| Carlin Motorsport          | 39 | Maro Engel            | Dallara | Mercedes    | Britse Formule 3             |
| Carlin Motorsport          | 40 | Niall Breen           | Dallara | Mercedes    | Britse Formule 3             |
| Carlin Motorsport          | 41 | Alberto Valerio       | Dallara | Mercedes    | Britse Formule 3             |

## Kwalificatie

### Kwalificatie 1
Rijders door naar Groep A in groen

#### Oneven nummers
| Pos | No | Rijder           | Team                       | Tijd     |
| --- | -- | ---------------- | -------------------------- | -------- |
| 1   | 3  | Tom Dillmann     | ASM Formule 3              | 1:23.906 |
| 2   | 1  | Romain Grosjean  | ASM Formule 3              | 1:24.048 |
| 3   | 7  | Yelmer Buurman   | Manor Motorsport           | 1:24.240 |
| 4   | 19 | Marko Asmer      | Hitech Racing              | 1:24.415 |
| 5   | 5  | Edoardo Piscopo  | ASL Mücke Motorsport       | 1:24.436 |
| 6   | 35 | Atte Mustonen    | Räikkönen Robertson Racing | 1:24.446 |
| 7   | 15 | Dani Clos        | Signature Plus             | 1:24.578 |
| 8   | 17 | Jean Karl Vernay | Signature Plus             | 1:24.654 |
| 9   | 39 | Maro Engel       | Carlin Motorsport          | 1:24.922 |
| 10  | 37 | Jonathan Kennard | Räikkönen Robertson Racing | 1:25.096 |
| 11  | 9  | Congfu Cheng     | Manor Motorsport           | 1:25.156 |
| 12  | 21 | Michael Patrizi  | Prema Powerteam            | 1:25.386 |
| 13  | 27 | Michael Devaney  | Ultimate Motorsport        | 1:25.757 |
| 14  | 29 | John Martin      | Alan Docking Racing        | 1:25.993 |
| 15  | 23 | Sergey Afanasyev | HBR Motorsport             | 1:26.218 |
| 16  | 41 | Alberto Valerio  | Carlin Motorsport          | 1:27.319 |
| 17  | 25 | Rodolfo Ávila    | HBR Motorsport             | 1:27.452 |
| 18  | 31 | Ricardo Teixeira | Performance Racing Europe  | 1:28.146 |

#### Even nummers
| Pos | No | Rijder                | Team                       | Tijd     |
| --- | -- | --------------------- | -------------------------- | -------- |
| 1   | 2  | Nico Hülkenberg       | ASM Formule 3              | 1:23.690 |
| 2   | 10 | Franck Mailleux       | Manor Motorsport           | 1:24.190 |
| 3   | 32 | Harald Schlegelmilch  | HS Technik Motorsport      | 1:24.406 |
| 4   | 4  | Kamui Kobayashi       | ASM Formule 3              | 1:24.423 |
| 5   | 22 | Renger van der Zande  | Prema Powerteam            | 1:24.430 |
| 6   | 6  | Brendon Hartley       | ASL Mücke Motorsport       | 1:24.448 |
| 7   | 16 | Yann Clairay          | Signature Plus             | 1:24.610 |
| 8   | 14 | Edoardo Mortara       | Signature Plus             | 1:24.708 |
| 9   | 38 | Sam Bird              | Carlin Motorsport          | 1:24.871 |
| 10  | 24 | Filip Salaquarda      | HBR Motorsport             | 1:24.915 |
| 11  | 34 | Stephen Jelley        | Räikkönen Robertson Racing | 1:24.999 |
| 12  | 26 | Esteban Guerrieri     | Ultimate Motorsport        | 1:25.075 |
| 13  | 40 | Niall Breen           | Carlin Motorsport          | 1:25.234 |
| 14  | 12 | Tim Sandtler          | Jo Zeller Racing           | 1:25.355 |
| 15  | 8  | James Jakes           | Manor Motorsport           | 1:25.788 |
| 16  | 20 | Walter Grubmüller     | Hitech Racing              | 1:25.820 |
| 17  | 36 | Ali Jackson           | Räikkönen Robertson Racing | 1:25.996 |
| 18  | 28 | Francesco Castellacci | Alan Docking Racing        | 1:26.690 |

### Kwalificatie 2

#### Groep A
| Pos | No | Rijder               | Team                       | Tijd     |
| --- | -- | -------------------- | -------------------------- | -------- |
| 1   | 1  | Romain Grosjean      | ASM Formule 3              | 1:23.631 |
| 2   | 4  | Franck Mailleux      | Manor Motorsport           | 1:23.738 |
| 3   | 2  | Nico Hülkenberg      | ASM Formule 3              | 1:23.780 |
| 4   | 17 | Jean Karl Vernay     | Signature Plus             | 1:23.944 |
| 5   | 16 | Yann Clairay         | Signature Plus             | 1:23.948 |
| 6   | 6  | Brendon Hartley      | ASL Mücke Motorsport       | 1:23.975 |
| 7   | 22 | Renger van der Zande | Prema Powerteam            | 1:24.000 |
| 8   | 5  | Edoardo Piscopo      | ASL Mücke Motorsport       | 1:24.160 |
| 9   | 14 | Edoardo Mortara      | Signature Plus             | 1:24.213 |
| 10  | 7  | Yelmer Buurman       | Manor Motorsport           | 1:24.252 |
| 11  | 32 | Harald Schlegelmilch | HS Technik Motorsport      | 1:24.332 |
| 12  | 3  | Tom Dillmann         | ASM Formule 3              | 1:24.341 |
| 13  | 37 | Jonathan Kennard     | Räikkönen Robertson Racing | 1:24.376 |
| 14  | 39 | Maro Engel           | Carlin                     | 1:24.386 |
| 15  | 15 | Dani Clos            | Signature Plus             | 1:24.403 |
| 16  | 19 | Marko Asmer          | Hitech Racing              | 1:24.473 |
| 17  | 38 | Sam Bird             | Carlin Motorsport          | 1:24.560 |
| 18  | 35 | Atte Mustonen        | Räikkönen Robertson Racing | 1:24.609 |
| 19  | 4  | Kamui Kobayashi      | ASM Formule 3              | 1:24.636 |
| 20  | 24 | Filip Salaquarda     | HBR Motorsport             | 1:25.295 |

#### Groep B
| Pos | No | Rijder                | Team                       | Tijd     |
| --- | -- | --------------------- | -------------------------- | -------- |
| 1   | 8  | James Jakes           | Manor Motorsport           | 1:24.321 |
| 2   | 26 | Esteban Guerrieri     | Ultimate Motorsport        | 1:24.743 |
| 3   | 23 | Sergey Afanasyev      | HBR Motorsport             | 1:24.874 |
| 4   | 21 | Michael Patrizi       | Prema Powerteam            | 1:24.877 |
| 5   | 41 | Alberto Valerio       | Carlin Motorsport          | 1:24.901 |
| 6   | 34 | Stephen Jelley        | Räikkönen Robertson Racing | 1:24.981 |
| 7   | 9  | Congfu Cheng          | Manor Motorsport           | 1:25.079 |
| 8   | 29 | John Martin           | Alan Docking Racing        | 1:25.140 |
| 9   | 40 | Niall Breen           | Carlin Motorsport          | 1:25.325 |
| 10  | 12 | Tim Sandtler          | Jo Zeller Racing           | 1:25.489 |
| 11  | 20 | Walter Grubmüller     | Hitech Racing              | 1:26.039 |
| 12  | 27 | Michael Devaney       | Ultimate Motorsport        | 1:26.042 |
| 13  | 25 | Rodolfo Ávila         | HBR Motorsport             | 1:26.119 |
| 14  | 28 | Francesco Castellacci | Alan Docking Racing        | 1:26.342 |
| 15  | 36 | Ali Jackson           | Räikkönen Robertson Racing | 1:27.291 |
| 16  | 31 | Ricardo Teixeira      | Performance Racing Europe  | 1:27.428 |

### Startgrid
| 1  | Romain Grosjean       | ASM Formule 3              |
| 2  | Franck Mailleux       | Manor Motorsport           |
| 3  | Nico Hülkenberg       | ASM Formule 3              |
| 4  | Jean Karl Vernay      | Signature Plus             |
| 5  | Yann Clairay          | Signature Plus             |
| 6  | Brendon Hartley       | ASL Mücke Motorsport       |
| 7  | Renger van der Zande  | Prema Powerteam            |
| 8  | Edoardo Piscopo       | ASL Mücke Motorsport       |
| 9  | Edoardo Mortara       | Signature Plus             |
| 10 | Yelmer Buurman        | Manor Motorsport           |
| 11 | Harald Schlegelmilch  | HS Technik Motorsport      |
| 12 | Tom Dillmann          | ASM Formule 3              |
| 13 | Jonathan Kennard      | Räikkönen Robertson Racing |
| 14 | Maro Engel            | Carlin                     |
| 15 | Dani Clos             | Signature Plus             |
| 16 | Marko Asmer           | Hitech Racing              |
| 17 | Sam Bird              | Carlin Motorsport          |
| 18 | Atte Mustonen         | Räikkönen Robertson Racing |
| 19 | Kamui Kobayashi       | ASM Formule 3              |
| 20 | Filip Salaquarda      | HBR Motorsport             |
| 21 | James Jakes           | Manor Motorsport           |
| 22 | Esteban Guerrieri     | Ultimate Motorsport        |
| 23 | Sergey Afanasyev      | HBR Motorsport             |
| 24 | Michael Patrizi       | Prema Powerteam            |
| 25 | Alberto Valerio       | Carlin Motorsport          |
| 26 | Stephen Jelley        | Räikkönen Robertson Racing |
| 27 | Congfu Cheng          | Manor Motorsport           |
| 28 | John Martin           | Alan Docking Racing        |
| 29 | Niall Breen           | Carlin Motorsport          |
| 30 | Tim Sandtler          | Jo Zeller Racing           |
| 31 | Walter Grubmüller     | Hitech Racing              |
| 32 | Michael Devaney       | Ultimate Motorsport        |
| 33 | Rodolfo Ávila         | HBR Motorsport             |
| 34 | Francesco Castellacci | Alan Docking Racing        |
| 35 | Ali Jackson           | Räikkönen Robertson Racing |
| 36 | Ricardo Teixeira      | Performance Racing Europe  |

## Race
| Positie | Nr. | Rijder                | Team                       | Ronden | Tijd/Verschil | Grid |
| ------- | --- | --------------------- | -------------------------- | ------ | ------------- | ---- |
| 1       | 2   | Nico Hülkenberg       | ASM Formule 3              | 28     | 40:45.974     | 3    |
| 2       | 16  | Yann Clairay          | Signature Plus             | 28     | +6.690        | 5    |
| 3       | 17  | Jean Karl Vernay      | Signature Plus             | 28     | +7.385        | 4    |
| 4       | 6   | Brendon Hartley       | ASL Mücke Motorsport       | 28     | +7.662        | 6    |
| 5       | 5   | Edoardo Piscopo       | ASL Mücke Motorsport       | 28     | +12.166       | 8    |
| 6       | 14  | Edoardo Mortara       | Signature Plus             | 28     | +12.881       | 9    |
| 7       | 7   | Yelmer Buurman        | Manor Motorsport           | 28     | +15.140       | 10   |
| 8       | 32  | Harald Schlegelmilch  | HS Technik Motorsport      | 28     | +15.356       | 11   |
| 9       | 22  | Renger van der Zande  | Prema Powerteam            | 28     | +19.680       | 7    |
| 10      | 19  | Marko Asmer           | Hitech Racing              | 28     | +21.887       | 16   |
| 11      | 35  | Atte Mustonen         | Räikkönen Robertson Racing | 28     | +29.278       | 18   |
| 12      | 12  | Tim Sandtler          | Jo Zeller Racing           | 28     | +36.507       | 30   |
| 13      | 39  | Maro Engel            | Carlin Motorsport          | 28     | +37.323       | 14   |
| 14      | 1   | Romain Grosjean       | ASM Formule 3              | 28     | +38.162       | 1    |
| 15      | 15  | Dani Clos             | Signature Plus             | 28     | +42.772       | 15   |
| 16      | 24  | Filip Salaquarda      | HBR Motorsport             | 28     | +45.716       | 20   |
| 17      | 10  | Franck Mailleux       | Manor Motorsport           | 28     | +46.121       | 2    |
| 18      | 26  | Esteban Guerrieri     | Ultimate Motorsport        | 28     | +49.250       | 22   |
| 19      | 9   | Congfu Cheng          | Manor Motorsport           | 28     | +53.867       | 27   |
| 20      | 37  | Walter Grubmüller     | Hitech Racing              | 28     | +1:00.789     | 31   |
| 21      | 8   | James Jakes           | Manor Motorsport           | 28     | +1:09.153     | 21   |
| 22      | 36  | Ali Jackson           | Räikkönen Robertson Racing | 27     | +1 ronde      | 35   |
| 23      | 34  | Stephen Jelley        | Räikkönen Robertson Racing | 27     | +1 ronde      | 26   |
| 24      | 31  | Ricardo Teixeira      | Performance Racing Europe  | 27     | +1 ronde      | 36   |
| 25      | 25  | Rodolfo Ávila         | HBR Motorsport             | 27     | +1 ronde      | 33   |
| 26      | 28  | Francesco Castellacci | Alan Docking Racing        | 27     | +1 ronde      | 34   |
| 27      | 38  | Sam Bird              | Carlin Motorsport          | 27     | +1 ronde      | 17   |
| 28      | 29  | John Martin           | Alan Docking Racing        | 26     | +2 ronden     | 28   |
| 29      | 41  | Alberto Valerio       | Carlin Motorsport          | 25     | +3 ronden     | 25   |
| DNF     | 40  | Niall Breen           | Carlin Motorsport          | 17     | Uitgevallen   | 29   |
| DNF     | 23  | Sergey Afanasyev      | HBR Motorsport             | 16     | Uitgevallen   | 23   |
| DNF     | 20  | Walter Grubmüller     | Hitech Racing              | 13     | Uitgevallen   | 31   |
| DNF     | 27  | Michael Devaney       | Ultimate Motorsport        | 3      | Uitgevallen   | 32   |
| DNF     | 3   | Tom Dillmann          | ASM Formule 3              | 0      | Uitgevallen   | 12   |
| DNF     | 4   | Kamui Kobayashi       | ASM Formule 3              | 0      | Uitgevallen   | 19   |
| DNS     | 21  | Michael Patrizi       | Prema Powerteam            | 0      | Niet gestart  | 24   |

1991 · 1992 · 1993 · 1994 · 1995 · 1996 · 1997 · 1998 · 1999 · 2000 · 2001 · 2002 · 2003 · 2004 · 2005 · 2006 · 2007 · 2008 · 2009 · 2010 · 2011 · 2012 · 2013 · 2014 · 2015 · 2016
Lijst van coureurs